# Série des pièces américaines de 1/4 de dollar des 50 États
Les 50 State Quarters sont une série de cinquante pièces d'un quart de dollar américain émise par l'United States Mint de 1999 à 2008 pour faire connaître les différents États des États-Unis. Ces pièces ont été émises au rythme de cinq par an, par ordre d'entrée des États dans l'Union.

## Histoire
L'idée des initiateurs du projet était de lancer une pièce de monnaie qui soit à la fois une pièce de circulation courante et une pièce commémorative. Selon les déclarations de l'United States Mint, la série a connu un tel succès que ceci a encouragé, en 2007, un vote du Congrès des États-Unis pour l’extension de la série au Quarter du District de Columbia et des territoires des États-Unis émises en 2009 et le lancement d'une nouvelle série de pièces de 1 dollar, consacrée aux présidents des États-Unis. La série du dollar présidentiel semble cependant rencontrer un moins grand succès populaire que les Quarters.

## Caractéristiques
L'avers des pièces, ainsi que les dimensions, sont identiques pour toute la série. Seul le  revers change pour chaque État ou Territoire.
| Avers | Description       | Valeur | Diamètre | Poids  | Épaisseur | Métaux                       | Tranche    |
| ----- | ----------------- | ------ | -------- | ------ | --------- | ---------------------------- | ---------- |
|       | George Washington | $ 0,25 | 24,26 mm | 5,67 g | 1,75 mm   | Cuivre 91,67 % Nickel 8,33 % | 119 stries |

Outre les pièces destinées à la circulation (Business strike), les pièces sont frappées en qualités Uncirculated et Proof, ainsi qu'en version Argent (Proof uniquement).
Des séries annuelles sont également offertes au public.
Les versions Business strike et Uncirculated sont frappées à Philadelphie et Denver (marque P et D), tandis que les versions Proof et Silver proviennent de San Francisco et sont marquées par un S.

## Carte des États par années
|  |

| Couleur | année | 1re émission     | 2e émission      | 3e émission     | 4e émission       | 5e émission          | 6e émission            |
| ------- | ----- | ---------------- | ---------------- | --------------- | ----------------- | -------------------- | ---------------------- |
|         | 1999  | Delaware         | Pennsylvanie     | New Jersey      | Géorgie           | Connecticut          | N/A                    |
|         | 2000  | Massachusetts    | Maryland         | Caroline du Sud | New Hampshire     | Virginie             | N/A                    |
|         | 2001  | New York         | Caroline du Nord | Rhode Island    | Vermont           | Kentucky             | N/A                    |
|         | 2002  | Tennessee        | Ohio             | Louisiane       | Indiana           | Mississippi          | N/A                    |
|         | 2003  | Illinois         | Alabama          | Maine           | Missouri          | Arkansas             | N/A                    |
|         | 2004  | Michigan         | Floride          | Texas           | Iowa              | Wisconsin            | N/A                    |
|         | 2005  | Californie       | Minnesota        | Oregon          | Kansas            | Virginie-Occidentale | N/A                    |
|         | 2006  | Nevada           | Nebraska         | Colorado        | Dakota du Nord    | Dakota du Sud        | N/A                    |
|         | 2007  | Montana          | Washington       | Idaho           | Wyoming           | Utah                 | N/A                    |
|         | 2008  | Oklahoma         | Nouveau-Mexique  | Arizona         | Alaska            | Hawaï                | N/A                    |
|         | 2009  | Washington, D.C. | Porto Rico       | Guam            | Samoa américaines | Îles Vierges         | Îles Mariannes du Nord |

## Les dessins par État
| #  | État                 | Date d'émission (Date d'entrée dans l'Union) | Revers                 | Description | Graveur           | Commentaire |
| -- | -------------------- | -------------------------------------------- | ---------------------- | --- | ----------------- | --- |
| 1  | Delaware             | 1er janvier 1999 (7 décembre 1787)           | Delaware quarter       | Caesar Rodney à dos de cheval Inscriptions : The First State, Caesar Rodney | William Cousins   | |
| 2  | Pennsylvanie         | 8 mars 1999 (12 décembre 1787)               | Pennsylvania quarter   | Statue du Commonwealth, contour de l'État, clé de voûte Inscription : Virtue, Liberty, Independence | John Mercanti     | |
| 3  | New Jersey           | 17 mai 1999 (18 décembre 1787)               | New Jersey quarter     | Washington Crossing the Delaware représentant entre autres George Washington et James Monroe (porte-drapeau) Inscription : Crossroads of the Revolution.                                                                | Alfred Maletsky   | |
| 4  | Géorgie              | 19 juillet 1999 (2 janvier 1788)             | Georgia quarter        | Pêche, rameau de chêne, contours de l'État Bannière avec le texte : Wisdom, Justice, Moderation (devise de l'État) | T. James Ferrell  | Dans le contour de l'État, une erreur a été commise en oubliant le comté de Dade situé dans la partie extrême nord-ouest de l'État                                                                                  |
| 5  | Connecticut          | 12 octobre 1999 (9 janvier 1788)             | Connecticut quarter    | Le Chêne Charter Oak Inscription : The Charter Oak | T. James Ferrell  | Le Charter Oak est tombé lors d'une tempête le 21 août 1856. Il apparaît également sur un dollar de 1936 commémorant le 300e anniversaire de la création de l'État par les Européens.                               |
| 6  | Massachusetts        | 3 janvier 2000 (6 février 1788)              | Massachusetts quarter  | La statue de Minuteman, contours de l'État Inscription : The Bay State | Thomas D. Rogers  | |
| 7  | Maryland             | 13 mars 2000 (28 avril 1788)                 | Maryland quarter       | Dôme de la State House du Maryland, branches de chêne blanc clusters Inscription : The Old Line State | Thomas D. Rogers  | Certains habitants trouvent dommage que le crabe bleu ne soit pas représenté sur la pièce |
| 8  | Caroline du Sud      | 22 mai 2000 (23 mai 1788)                    | South Carolina quarter | Palmetto, troglodyte de Caroline, gelsémiacée, contours de l'État Inscription : The Palmetto State | Thomas D. Rogers  | |
| 9  | New Hampshire        | 7 août 2000 (21 juin 1788)                   | New Hampshire quarter  | Le Old Man of the Mountain, neuf étoiles Inscriptions : Old Man of the Mountain, Live Free or Die | William Cousins   | Cette partie de la montagne s'est effondrée en 2003 |
| 10 | Virginie             | 16 octobre 2000 (25 juin 1788)               | Virginia quarter       | Vaisseaux Susan Constant, Godspeed, Discovery Inscriptions : Jamestown, 1607-2007, Quadricentennial | Edgar Z. Steever  | |
| 11 | New York             | 2 janvier 2001 (26 juillet 1788)             | New York quarter       | Statue de la Liberté, onze étoiles, contours de l'État montrant le fleuve Hudson et le canal Érié Inscription : Gateway to Freedom                                                                                      | Alfred Maletsky   | |
| 12 | Caroline du Nord     | 12 mars 2001 (21 novembre 1789)              | North Carolina quarter | Wright Flyer, Orville et Wilbur Wright Inscription : First Flight | John Mercanti     | |
| 13 | Rhode Island         | 21 mai 2001 (29 mai 1790)                    | Rhode Island quarter   | Régate de la coupe de l'America dans la baie de Narragansett et le Pell Bridge Inscription : The Ocean State | Thomas D. Rodgers | |
| 14 | Vermont              | 6 août 2001 (4 mars 1791)                    | Vermont quarter        | Érables à sucre avec seau à sève et les Camel's Hump Mountain Inscription : Freedom and Unity | T. James Ferrell  | |
| 15 | Kentucky             | 15 octobre 2001 (1er juin 1792)              | Kentucky quarter       | Cheval pur-sang derrière une barrière, Bardstown mansion, Federal Hill Inscription : My Old Kentucky Home | T. James Ferrell  | |
| 16 | Tennessee            | 2 janvier 2002 (1er juin 1796)               | Tennessee quarter      | Fiddle, trompette, guitare, partition de musique et trois étoiles Bannière avec texte : Musical Heritage. | Donna Weaver      | Une controverse sur les détails des instruments figurant sur la pièce existe, comme le nombre de cordes de la guitare et l'emplacement des tuyaux de la trompette                                                   |
| 17 | Ohio                 | 18 mars 2002 (1er mars 1803)                 | Ohio quarter           | Wright Flyer (l'un des frères Wright est natif de Dayton, astronaute (Neil Armstrong, premier être humain sur la Lune, est natif de Wapakoneta) et les contours de l'État Inscription : Birthplace of Aviation Pioneers | Donna Weaver      | |
| 18 | Louisiane            | 30 mai 2002 (30 avril 1812)                  | Louisiana quarter      | Pélican, trompette avec notes de musique et territoire occupé par la Louisiane lors de la vente de la Louisiane sur la carte des États-Unis. Inscription : Louisiana Purchase                                           | John Mercanti     | |
| 19 | Indiana              | 8 août 2002 (11 décembre 1816)               | Indiana quarter        | IndyCar, contours de l'État et 19 étoiles Inscription : Crossroads of America | Donna Weaver      | Dans le contour de l'État, une erreur a été commise en oubliant une partie du comté de Lake situé dans la partie extrême nord-ouest de l'État qui borde le lac Michigan                                             |
| 20 | Mississippi          | 15 octobre 2002 (10 décembre 1817)           | Mississippi quarter    | Deux fleurs de magnolias Inscription : The Magnolia State | Donna Weaver      | |
| 21 | Illinois             | 2 janvier 2003 (3 décembre 1818)             | Illinois quarter       | Jeune Abraham Lincoln, paysage rural, panorama de Chicago, contours de l'État et 21 étoiles (11 sur le côté gauche et 10 sur le côté droit} Inscriptions : Land of Lincoln, 21st state/century                          | Donna Weaver      | Seule pièce de la série qui représente une ville : Chicago et première pièce des États-Unis représentant Abraham Lincoln et George Washington sur la même pièce                                                     |
| 22 | Alabama              | 17 mars 2003 (14 décembre 1819)              | Alabama quarter        | Helen Keller sur une chaise, branche de pin et fleurs de magnolia Bannière avec texte : Spirit of Courage Inscription : Helen Keller en format standard et en braille                                                   | Norman E. Nemeth  | Première pièce mise en circulation aux États-Unis avec une écriture en braille |
| 23 | Maine                | 2 juin 2003 (15 mars 1820)                   | Maine quarter          | Phare de Pemaquid Point (en), schooner (goélette) sur la mer | Donna Weaver      | |
| 24 | Missouri             | 4 août 2003 (10 août 1821)                   | Missouri quarter       | Gateway Arch et Lewis et Clark ramant dans la rivière Missouri Inscription : Corps of Discovery 1804-2004 | Alfred Maletsky   | |
| 25 | Arkansas             | 20 octobre 2003 (15 juin 1836)               | Arkansas quarter       | Diamant, tiges d'un plant de riz et canard colvert volant au-dessus d'un lac | John Mercanti     | |
| 26 | Michigan             | 26 janvier 2004 (26 janvier 1837)            | Michigan quarter       | Contours de l'État et contours des Grands Lacs system Inscription : Great Lakes State | Donna Weaver      | |
| 27 | Floride              | 29 mars 2004 (3 mars 1845)                   | Florida quarter        | Galère espagnole, palmiers palmettos et une navette spatiale Inscription : Gateway to Discovery | T. James Ferrell  | |
| 28 | Texas                | 1er juin 2004 (29 décembre 1845)             | Texas quarter          | Contours de l'État et étoile entourés par une corde Inscription : The Lone Star State | Norman E. Nemeth  | |
| 29 | Iowa                 | 30 août 2004 (28 décembre 1846)              | Iowa quarter           | École avec enseignant et écoliers plantant un arbre Inscriptions : Foundation in Education, Grant Wood | John Mercanti     | Un projet datait de 2002 représentait les frères Sullivan sur la pièce mais il a finalement échoué et laissé place à la représentation d'un dessin de Grant Wood après avoir réglé des problèmes de droits d'auteur |
| 30 | Wisconsin            | 25 octobre 2004 (29 mai 1848)                | Wisconsin quarter      | Tête de bétail, meule de fromage et un épi de maïs Bannière avec texte : Forward | Alfred Maletsky   | Certaines pièces de l'atelier de Denver ont une erreur sur la pièce au niveau des feuilles de l'épi de maïs, |
| 31 | Californie           | 31 janvier 2005 (9 septembre 1850)           | California quarter     | John Muir, condor de Californie, Half Dome et un Séquoia géant Inscriptions : John Muir, Yosemite Valley | Don Everhart      | |
| 32 | Minnesota            | 4 avril 2005 (11 mai 1858)                   | Minnesota quarter      | Huard, pêcheurs et carte de l'État Inscription : Land of 10,000 Lakes | Charles Vickers   | |
| 33 | Oregon               | 6 juin 2005 (14 février 1859)                | Oregon quarter         | Parc national de Crater Lake Inscription : Crater Lake | Donna Weaver      | C'est une commission de 18 membres qui a choisi le projet de cette pièce, il y avait trois autres finalistes : un saut de saumon, la piste de l'Oregon et le mont Hood.                                             |
| 34 | Kansas               | 29 août 2005 (29 janvier 1861)               | Kansas quarter         | Bison américain et fleurs de tournesol | Norman Nemeth     | |
| 35 | Virginie-Occidentale | 14 octobre 2005 (20 juin 1863)               | West Virginia quarter  | New River Gorge Bridge Inscription : New River Gorge | John Mercanti     | Une représentation de l'Homme-papillon a été proposée pour figurer sur la pièce sans avoir été retenue |
| 36 | Nevada               | 31 janvier 2006 (31 octobre 1864)            | Nevada quarter         | Mustangs, montagnes, soleil levant et arbrisseaux Bannière avec texte : The Silver State | Don Everhart      | |
| 37 | Nebraska             | 3 avril 2006 (1er mars 1867)                 |                        | Chimney Rock et wagon couvert Inscription : Chimney Rock | Charles Vickers   | |
| 38 | Colorado             | 14 juin 2006 (1er août 1876)                 |                        | Longs Peak Bannière avec texte : Colorful Colorado | Norm Nemeth       | William Eugene Rollins a conçu la pièce, choisie par un concours tenu en 2005. Le dessin montre le paysage côté nature du Colorado avec une montagne et des pins.                                                   |
| 39 | Dakota du Nord       | 28 août 2006 (2 novembre 1889)               |                        | Bison et les Badlands | Donna Weaver      | |
| 40 | Dakota du Sud        | 6 novembre 2006 (2 novembre 1889)            |                        | Mont Rushmore, faisan et blé | John Mercanti     | |
| 41 | Montana              | 29 janvier 2007 (8 novembre 1889)            |                        | Crâne de bison au centre avec des montagnes et la rivière Missouri en arrière-plan Inscription : Big Sky Country | Don Everhart      | |
| 42 | Washington           | 11 avril 2007 (11 novembre 1889)             |                        | Saumon qui saute et mont Rainier Inscription : The Evergreen State | Charles Vickers   | |
| 43 | Idaho                | 5 juin 2007 (3 juillet 1890)                 |                        | Faucon pèlerin et contours de l'État Inscription : Esto perpetua\|Esto Perpetua | Don Everhart      | |
| 44 | Wyoming              | 4 septembre 2007 (10 juillet 1890)           |                        | Contour d'un cow-boy sur un cheval sauvage Inscription : The Equality State | Norman E. Nemeth  | |
| 45 | Utah                 | 5 novembre 2007 (4 janvier 1896)             | Utah quarter           | Golden Spike (Clou d'or) et cérémonie de l'unification du chemin de fer transcontinental Inscription : Crossroads of the West                                                                                           | Joseph Menna      | |
| 46 | Oklahoma             | 28 janvier 2008 (16 novembre 1907)           | Oklahoma quarter       | Oiseau et des fleurs (emblème floral de l'État) en arrière-plan | Phebe Hemphill    | |
| 47 | Nouveau-Mexique      | 7 avril 2008 (6 janvier 1912)                | New Mexico quarter     | Contours de l'État et le symbole du soleil de la tribu indigène Zia Inscription : Land of Enchantment | Don Everhart      | |
| 48 | Arizona              | 2 juin 2008 (14 février 1912)                | Arizona quarter        | Grand Canyon et cactus saguaro . Inscription : Grand Canyon State | Joseph Menna      | La bannière avec l'inscription Grand Canyon State divise la pièce en deux parties : en haut le parc national du Grand Canyon et en bas le parc national de Saguaro, deux sites éloignés de l'Arizona                |
| 49 | Alaska               | 23 août 2008 (3 janvier 1959)                | Alaska quarter         | Grizzly avec saumon et étoile du Nord Inscription : The Great Land | Charles Vickers   | |
| 50 | Hawaï                | 4 novembre 2008 (21 août 1959)               | Hawaii quarter         | Statue de Kamahameha I avec le contour des îles de l'État et la devise Inscription : Ua Mau ke Ea o ka ?Aina i ka Pono                                                                                                  | Don Everhart      | Première pièce représentant un monarque sur une pièce des États-Unis |

## Les dessins par territoire
| # | Territoire                  | Date d'émission   | Revers | Description                                                                                                 | Graveur         |
| - | --------------------------- | ----------------- | ------ | --- | --------------- |
| 1 | Washington, D.C.            | 26 janvier 2009   |        | Duke Ellington et un piano Inscriptions : Duke Ellington, Justice for All                                   | Don Everhart    |
| 2 | Porto Rico                  | 30 mars 2009      |        | Échauguette historique du fort San Felipe del Morro et une fleur d'hibiscus Inscriptions : Isla del Encanto | Joseph Menna    |
| 3 | Guam                        | 26 mai 2009       |        | Un prao, île de Guam et une pierre de latte Inscriptions : Guahan Tano' ManChamorro                         | Jim Licaretz    |
| 4 | Samoa américaines           | 27 juillet 2009   |        | Inscriptions : Guahan Tanó I Man Chamorro                                                                   | Charles Vickers |
| 5 | Îles Vierges des États-Unis | 28 septembre 2009 |        | Un Sucrier à ventre jaune et un arbuste Tecoma stans Inscriptions : United in Pride and Hope                | Joseph Menna    |
| 6 | Îles Mariannes du Nord      | 30 novembre 2009  |        | Une pierre de latte, un cocotier feuilles de basilic                                                        | Phebe Hemphill  |

## Dans la culture populaire

### Parodie
Le sculpteur Daniel Carr a parodié les pièces des 50 State Quarter.
Ces pièces apparaissent dans le jeu The Last of Us Part II, sorti en 2020.